# Krauser (fabricante de motocicletas)
Krauser es una empresa alemana, ya desaparecida, que trabajó en la construcción de motocicletas.

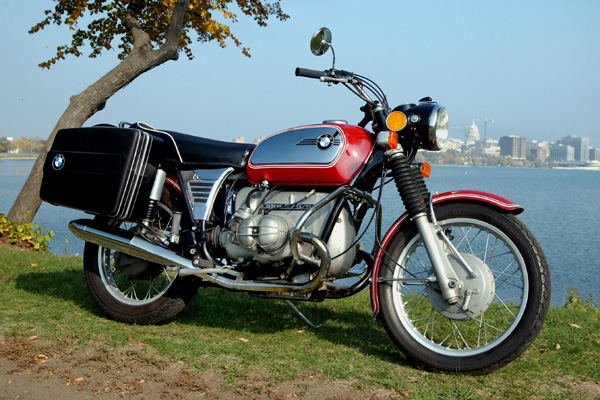
Una BMW R 75/5 de 1973 equipada con le valija Krauser

Fundada en el 1924 a Mónaco de Baviera por el exciclista de pista Michael "Gigi" Krauser como taller de confección de cilindros y reparación de motocicletas, se especializa en los sectores de los accesorios para motocicletas y de sidecar.

## Vehículos de calle

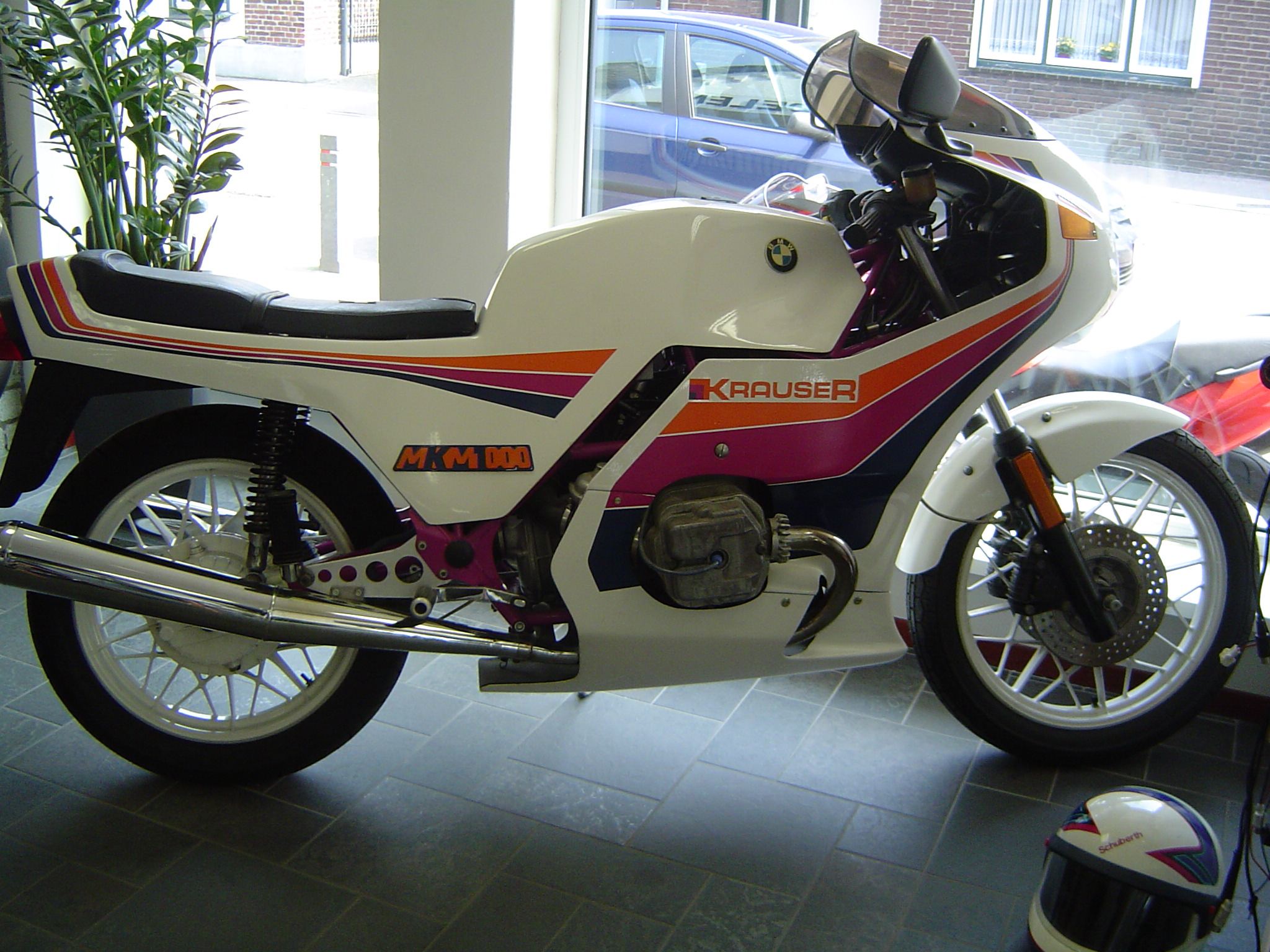
Una "MKM 1000"

Del 1972 empezó la producción del que surgiría el producto más notorio de la Krauser, una valija  que se convertirá en un "must" para las BMW a partir de las "barra 5".
En 1980 ve el ingreso de la compañía en la producción, en series limitadas, de la MKM 1000, especial con el motor BMW R 100 (1000 cm³ bicilindrico boxer) modificado con 4 válvulas y con marco de enrejado. La cabeza de 4 válvulas permitió aumentar la potencia de 70 CV del motor estándar a 85-90 CV.

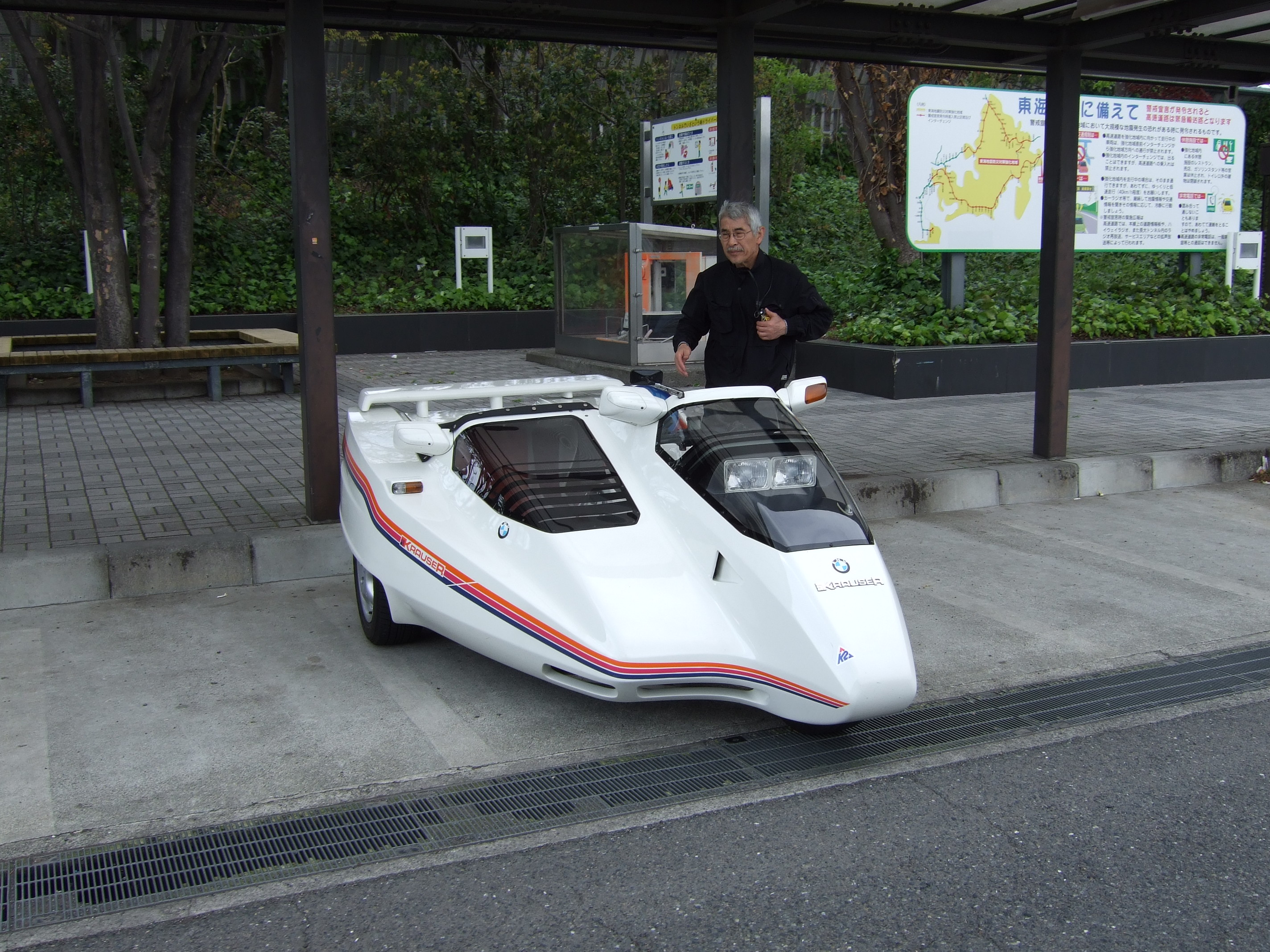
Un Krauser "Domani"

En el 1989 se presentó la Domani, un sidecar con un carenado envolvente de cara completa con líneas futuristas, impulsado por el BMW K100 de 4 cilindros y desarrollado junto con el LCR, así como el próximo Dopo Domani. Las características clave de estos vehículos, derivadas de los sidecars de carreras utilizados en el Campeonato del Mundo, eran el chasis único para la moto y el cadenado, y el cuco, a diferencia de las motocicletas tradicionales que tienen cuadros separados para los dos elementos (que luego se unen) y la suspensión delantera a brazos oscilantes, de derivación automotriz. Estos modelos están todavía en producción, empujados con un motor de las BMW K1200.

## Competición

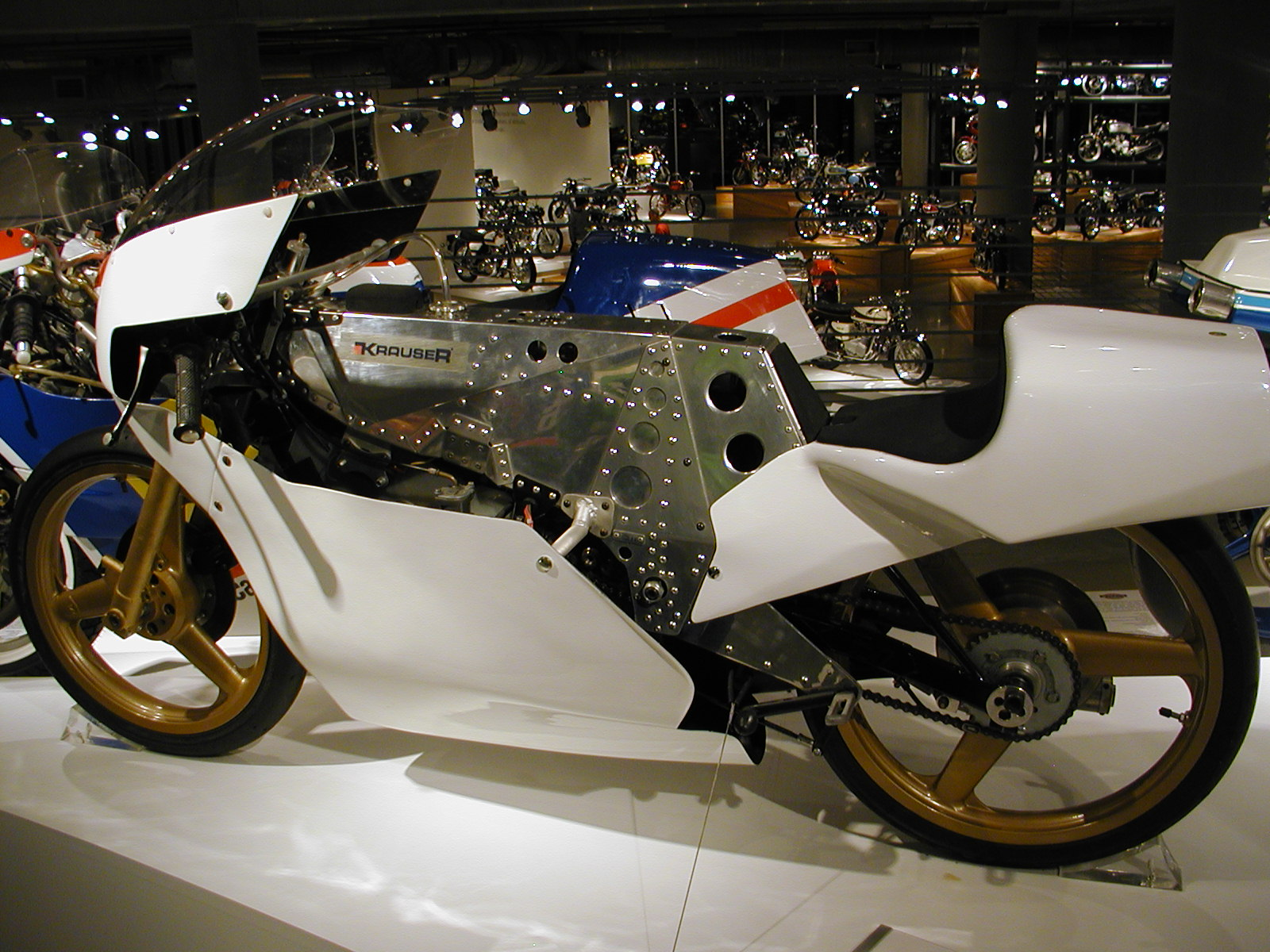
Una Zündapp RM80 (remarcada como Krauser) expuesta en el Barber Motorcycle Museum

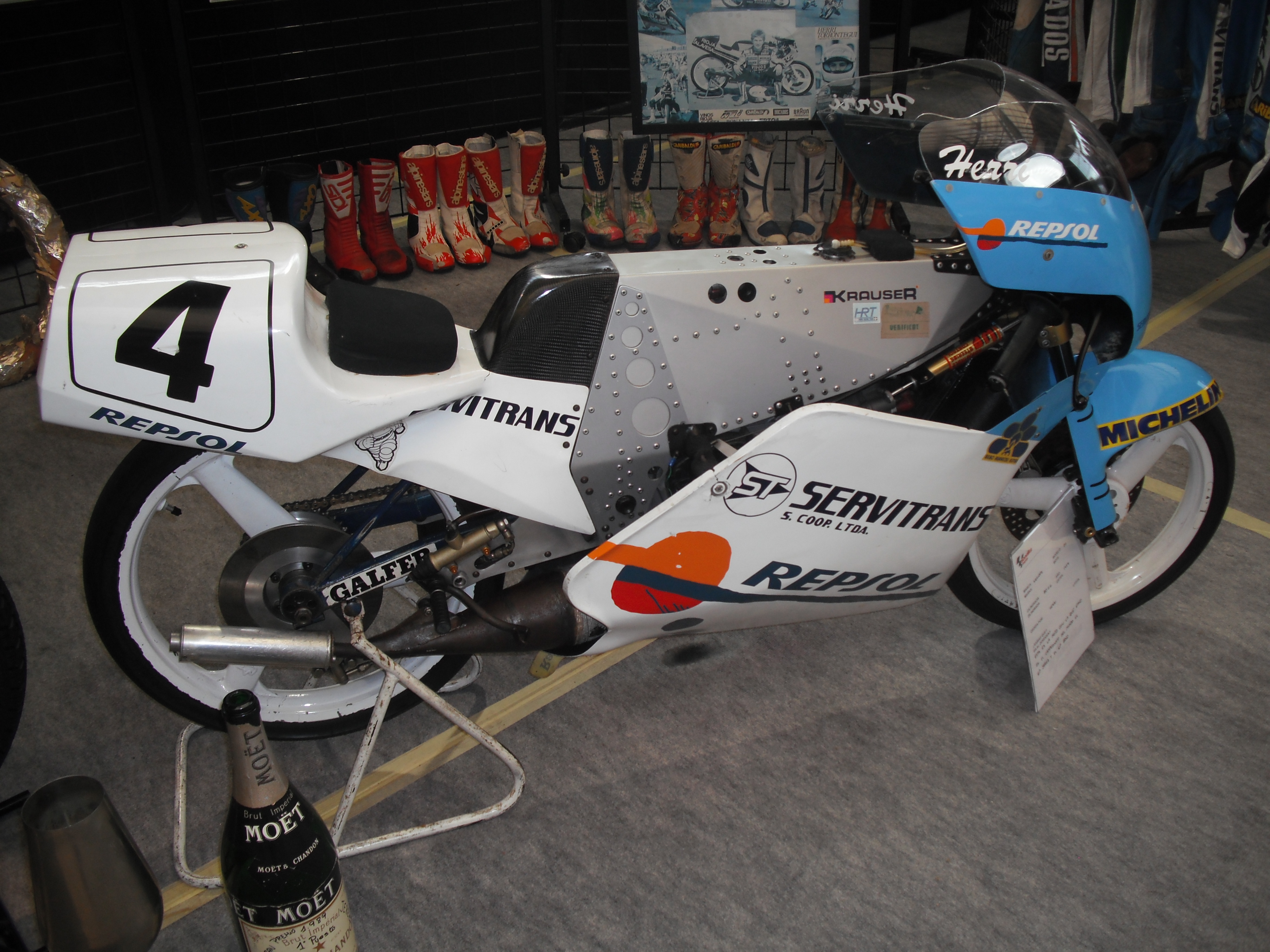
Krauser 80 de Herri Torrontegui (1989)

Michael Krauser se interesó especialmente por las motocicletas de competición del mundial de velocidad. Tanto como constructor como patrocinador, en las categorías de 80 c.c., 250 c.c., 350 c.c. y sidecar.
Stefan Dörflinger consiguió dos campeonatos mundiales de motociclismo con Krauser. En 1983 en la categoría de 50 c.c. y en 1985 en la categoría de 80c.c.
Donde mayor éxito obtuvo Krauser fue en el campeonato mundial de sidecars. LCR-Krauser obtuvo el campeonato mundial cinco años consecutivos de 1989 a 1993.
| Año  | Pilotos                       | Marca       |
| ---- | ----------------------------- | ----------- |
| 1989 | Steve Webster / Tony Hewitt   | LCR-Krauser |
| 1990 | Alain Michel / Simon Birchall | LCR-Krauser |
| 1991 | Steve Webster / Gavin Simmons | LCR-Krauser |
| 1992 | Rolf Biland / Kurt Waltisberg | LCR-Krauser |
| 1993 | Rolf Biland / Kurt Waltisberg | LCR-Krauser |